# Dodunekov Peak
Der Dodunekov Peak (englisch; bulgarisch Додунеков връх Dodunekow wrach) ist ein 1100 m hoher und vereister Berg an der Graham-Küste des Grahamlands im Norden der Antarktischen Halbinsel. In den westlichen Ausläufern des Bruce-Plateaus ragt er 21,65 km ostsüdöstlich des Lens Peak, 12,77 km südöstlich des Coblentz Peak und 21 km nördlich des Richardson-Nunataks auf. Seine steilen Südwesthänge sind teilweise unvereist. Der Caulfeild-Gletscher liegt nördlich, der Rickmers-Gletscher südlich von ihm.
Britische Wissenschaftler kartierten ihn 1976. Die bulgarische Kommission für Antarktische Geographische Namen benannte ihn 2015 nach dem bulgarischen Mathematiker Stefan Dodunekow (1945–2012) für dessen Unterstützung bei topographischen Vermessungen und Kartierungen im Rahmen des bulgarischen Antarktisprogramms.